# 鳳凰座ω
鳳凰座ω，又名CP-57 220，HD 6192、SAO 232268、HR 295，是鳳凰座的一颗恒星，视星等为6.11，位于銀經300.04，銀緯-60.07，其B1900.0坐标为赤經0h 57m 48.1s，赤緯-57° -60.07′ 27″。